# خیرالدین خریس
خیرالدین خریس (انگلیسی: Kheireddine Kherris؛ زادهٔ ۸ مهٔ ۱۹۷۳) بازیکن فوتبال اهل الجزایر بود.
وی همچنین در تیم ملی فوتبال الجزایر بازی کرده‌است.